# ¡Viva lo imposible! o el contable de estrellas
¡Viva lo imposible! o el contable de estrellas es una obra de teatro, escrita por Miguel Mihura y Joaquín Calvo Sotelo, y estrenada el 24 de noviembre de 1939.

## Argumento
Don Sabino es un gris funcionario a la vieja usanza que, en pos de la libertad, decide romper con todo y se une, junto a sus hijos Palmira y Eusebio - este último estudiante de oposiciones - a un circo ambulante. La vida errante, sin embargo, no es como toda la familia esperaban y comienzan a considerar el retorno a la oficina. Sólo Don Sabino y su nieto ofrecen resistencia.

## Representaciones destacadas
- Teatro (Estreno, 1939). Intérpretes: Carmen Carbonell (Palmira), Gaspar Campos (Don Sabino), Irene Caba Alba, Juan Espantaleón, Luis Peña, Julio Francés, Arturo Marín.
- Cine (¡Viva lo imposible!, 1958). Dirección: Rafael Gil. Intérpretes: Paquita Rico (Palmira), Manolo Morán (Don Sabino), José María Rodero, Jacqueline Pierreux, Miguel Gila, Julia Caba Alba, Fernando Sancho, Laura Valenzuela, Erasmo Pascual.
- Televisión (Estudio 1, 1973). Intérpretes: María Fernanda D'Ocón (Palmira), Ismael Merlo (Don Sabino), Enric Arredondo, Ricardo Merino, Laly Soldevila, Álvaro de Luna, Yolanda Farr, Fernando Chinarro.